# Таджикистан на летних Олимпийских играх 2004
Таджикистан принимал участие в Летних Олимпийских играх 2004 года в Афинах (Греция) в третий раз за свою историю, но не завоевал ни одной медали. Сборную страны представляло девять спортсменов, в том числе четыре женщины.

## Стрельба из лука
| Спортсмен      | Соревнование                | Квалификационный раунд | Квалификационный раунд | 1/64 финала              | 1/32 финала    | 1/16 финала    | Четвертьфинал  | Полуфинал      | Финал/ BM      | Финал/ BM      |
| Спортсмен      | Соревнование                | Очки                   | Место                  | Соперник Очки            | Соперник Очки  | Соперник Очки  | Соперник Очки  | Соперник Очки  | Соперник Очки  | Место          |
| -------------- | --------------------------- | ---------------------- | ---------------------- | ------------------------ | -------------- | -------------- | -------------- | -------------- | -------------- | -------------- |
| Наргис Набиева | личное первенство (женщины) | 600                    | 55                     | Wu H-J Тайвань L 142—156 | не участвовала | не участвовала | не участвовала | не участвовала | не участвовала | не участвовала |

## Лёгкая атлетика
Таджикские спортсмены выполнили квалификационные нормативы в следующих видах легкой атлетики (максимум по 3 спортсмена в каждой категории по стандарту «А» и 1 по стандарту «В»).

### Мужчины
| Спортсмен       | Соревнование   | Квалификационный раунд | Квалификационный раунд | Финал         | Финал         |
| Спортсмен       | Соревнование   | Дистанция              | Место                  | Дистанция     | Место         |
| --------------- | -------------- | ---------------------- | ---------------------- | ------------- | ------------- |
| Дильшод Назаров | метание молота | X                      | —                      | не участвовал | не участвовал |

### Женщины
| Спортсмен         | Соревнование | Финал     | Финал |
| Спортсмен         | Соревнование | Результат | Место |
| ----------------- | ------------ | --------- | ----- |
| Гулсара Дадабаева | Марафон      | 2:50:45   | 53    |

## Бокс
| Спортсмен       | Соревнование    | 1/32 финала               | 1/16 финала        | Четвертьфинал      | Полуфинал          | Финал              | Финал         |
| Спортсмен       | Соревнование    | Соперник Результат        | Соперник Результат | Соперник Результат | Соперник Результат | Соперник Результат | Место         |
| --------------- | --------------- | ------------------------- | ------------------ | ------------------ | ------------------ | ------------------ | ------------- |
| Sherali Dostiev | Light flyweight | Tanamor Филиппины L 12-17 | не участвовал      | не участвовал      | не участвовал      | не участвовал      | не участвовал |

## Стрельба
Из Таджикистана квалифицировался как стрелок-одиночник.

### Мужчины
| Спортсмен      | Соревнование                                                    | Квалификационный раунд | Квалификационный раунд | Финал         | Финал         |
| Спортсмен      | Соревнование                                                    | Очки                   | Место                  | Очки          | Место         |
| -------------- | --------------------------------------------------------------- | ---------------------- | ---------------------- | ------------- | ------------- |
| Сергей Бабиков | стрельбе из пневматического пистолета на 10 метров среди мужчин | 581                    | 10                     | не участвовал | не участвовал |

## Борьба
Сокращения:

VA — победа, ввиду досрочного прекращения ведения схватки (5:0); 

VB — победа, ввиду травмы соперника (5:0); 

VT — победа на туше (5:0); 

ST — техническое превосходство, победа по очкам с разницей более, чем в 8 баллов без технического балла у проигравшего (4:0); 

SP — техническое превосходство, победа по очкам с разницей более, чем в 8 баллов с техническим баллом у проигравшего (4:1); 

PO — победа по очкам без технического балла у проигравшего (3:0); 

PP — победа по очкам с техническим баллом у проигравшего (3:1); 

### Мужчины
Вольный стиль
| Спортсмен        | Соревнование | Квалификация                 | Квалификация          | Квалификация            | Квалификация | четвертьфинал      | Полуфинал          | Финал/ BM          | Финал/ BM |
| Спортсмен        | Соревнование | Соперник Результат           | Соперник Результат    | Соперник Результат      | Место        | Соперник Результат | Соперник Результат | Соперник Результат | Место     |
| ---------------- | ------------ | ---------------------------- | --------------------- | ----------------------- | ------------ | ------------------ | ------------------ | ------------------ | --------- |
| Юсуп Абдусаламов | до 74 кг     | Асланов Азербайджан W 3-1 PP | Igali Канада L 1-3 PP | н/д                     | 2            | не участвовал      | не участвовал      | не участвовал      | 9         |
| Шамиль Алиев     | до 84 кг     | Гита Румыния W 3-1 PP        | Sène Сенегал W 3-1 PP | Сажидов Россия L 0-3 PO | 2            | не участвовал      | не участвовал      | не участвовал      | 8         |

### Женщины
Вольный стиль
| Спортсмен         | Соревнование | Квалификация             | Квалификация            | Квалификация          | Квалификация | четвертьфинал          | Полуфинал          | Финал              | Финал |
| Спортсмен         | Соревнование | Соперник Результат       | Соперник Результат      | Соперник Результат    | Место        | Соперник Результат     | Соперник Результат | Соперник Результат | Место |
| ----------------- | ------------ | ------------------------ | ----------------------- | --------------------- | ------------ | ---------------------- | ------------------ | ------------------ | ----- |
| Лидия Карамчакова | до 48 кг     | Мерлени Украина L 0-4 ST | Psatha Греция W 3-1 PP  | Louati Тунис W 5-0 VT | 2            | Ооржак Россия L 0-4 ST | не участвовала     | не участвовала     | 7     |
| Наталья Иванова   | до 63 кг     | Хилько Беларусь L 1-3 PP | Легран Франция L 0-3 PO | н/д                   | 3            | не участвовала         | не участвовала     | не участвовала     | 11    |